# Кирил Десподов
Кирил Василев Десподов е български футболист, който играе за гръцкия ПАОК, както и за националния отбор на България. Капитан е на националния отбор от ноември 2021 г. Продукт е на Футболна Академия Литекс, играе като централен нападател, но може да се изявява еднакво успешно и по двете крила на атаката.

## Кариера

### Литекс Ловеч
Започва да тренира футбол в Пирин 2001, а година по-късно участва на ежегодните тестове в Академия Литекс, на които е одобрен от ръководството на школата. Минава през всички възрастови формации на „оранжевите“.
Прави своя дебют за първия състав на 12 май 2012 г. под ръководството на Христо Стоичков, в шампионатен мач срещу отбора на Калиакра Каварна, който завършва 5:0 в полза на ловешкия тим. Тогава е едва на 15 години и 7 месеца, като по този начин става втори сред най-младите дебютанти в цялата история на А футболна група. Преди него е само рекордът на Георги Соколов, който дебютира на 15 години и 5 месеца през далечната 1957 година.
Първият му гол за мъжете е на 4 август 2012 г., с който носи победата за 1:0 в контрола срещу отбора на Спартак Плевен.
Първия си гол в елита отбелязва на 10 август 2013 г. за убедителната победа с 5:1 при гостуването на Пирин Гоце Делчев, като по този начин се превръща в най-младия състезател в историята на Литекс, разписал се в мач от групата на майсторите. Тогава е на възраст 16 години и 9 месеца.
През ноември 2014 г. подписва първия си професионален договор.

### ЦСКА София
През 2016 г. подписва с ЦСКА София. На 29 април 2017 г. отбелязва гол във Вечното дерби срещу Левски София, завършило 3:0 за „армейците“. На 21 октомври 2017 г. Десподов играе срещу Левски и мачът приключва 2:2, след което той се появява афектиран пред медиите и обявява “Ако това е футбол, който Левски игра, аз съм космонавт. За мен те не показаха нищо."

### Каляри
На 30 януари 2019 г. преминава в италианския Каляри срещу сумата от €4 000 000.

### Щурм Грац
На 2 септември 2019 г. Десподов преминава под наем от Каляри в австрийския Щурм Грац до края на годината.

### Лудогорец
На 5 октомври 2020 г. е даден под наем в Лудогорец от италианския Каляри. В първите 24 часа след сензационния трансфер мрежата завира от колажи на футболиста, а мнозина припомнят написаното от него във Фейсбук профила му през 2017 година, което гласи: „Днес на контрола в Австрия ЦСКА имаше повече фенове, отколкото „Лудогорец“, когато стана шампион. „Някои неща не се купуват с пари, само ЦСКА!“.
На 1 юли 2021 г. се присъединява за постоянно към разградския клуб.

### ПАОК
На 4 септември 2023 г. бива продаден от Лудогорец на гръцкия гранд ПАОК за сумата от 3.5 милиона евро, като договора му е за 4 г. до 30 юни 2027 г. На 21 септември 2023 г. вкарва първия си гол за гръцкия гранд в мач от груповата фаза на Лигата на конференциите срещу ХИК, завършил с победа с 2:3 за неговия тим. На 25 ноември 2023 г. отбелязва първия си гол в първенството на Гърция, след като се разписва при домакинската победа на ПАОК срещу Пансерайкос с 5:0. На 21 януари 2024 г. Десподов вкарва два гола за успеха на неговия тим срещу Волос с 1:5. Още в следващия кръг, на 28 януари 2024 г., българина вкарва и двата гола за победата на ПАОК срещу гранда Панатинайкос. На 18 февруари 2024 г. Десподов вкарва единствения гол за тима си при загубата от гранда Олимпиакос с 1:4. На 31 март 2024 г. вкарва един гол за ПАОК при победата на солунчани с 2:3 срещу Панатинайкос.
На 19 май 2024 г. Арис и ПАОК играят един срещу друг в мач от последния 36 кръг на първенството. Крайния резултат е 1:2 в полза на ПАОК и по този начин те стават шампиони на Гърция за четвърти път в историята си. От своя страна Кирил Десподов става голмайстор на ПАОК през сезон 2023/24 на гръцкото първенство с 11 отбелязани попадения при изиграни 33 мача.

## Национален отбор
На 7 февруари 2015 г. Десподов прави първата си поява за България, в безголово равенство с Румъния в приятелски мач, който влиза като резерва на мястото на Станислав Манолев. Той е повикан и през март 2017 г. за квалификацията за Световното първенство през 2018 г. срещу Нидерландия, но остава на пейката. Десподов прави своя дебют за България на 23 март 2018 г. в приятелски мач срещу Босна и Херцеговина, заменяйки Спас Делев малко след 60-ата минута.
На 13 октомври 2018 г. той вкарва първия си гол за националния отбор в домакинската победа с 2:1 срещу Кипър, в мач от Лига на нациите. От 1 ноември 2021 г. Десподов е капитан на националния отбор.

## Отличия

### Индивидуални
- Най-добър млад футболист на България (1): 2017
- Футболист № 1 на България (5): 2018, 2021, 2022, 2023, 2024
- Най-добър асистент в Първа лига (2): 2020/21, 2022/23

### Лудогорец
- Шампион на България (3): 2020/21, 2021/22, 2022/23
- Купа на България (1): 2022/23
- Суперкупа на България (2): 2021, 2022

### ПАОК
- Гръцка суперлига (1): 2023/24